# Joan Lin Feng-jiao
Joan Lin Feng-jiao est une actrice taïwanaise, née le 30 janvier 1953 à Taiwan.

## Biographie
Issue d'un milieu pauvre, Joan a quitté l'école à l'âge de 12 ans pour contribuer à subvenir aux besoins de sa famille. Elle a travaillé dans des fermes, puis comme danseuse de night-club. Remarquée pour sa beauté, à 19 ans elle joue son premier rôle comme actrice principale dans un film taïwanais, Chao Zhou nu han. 

En 10 ans de carrière, Joan a tourné dans plus de 100 films à Taïwan et Hong Kong, et a reçu en 1979 la récompense pour meilleure actrice du Festival du Golden Horse pour son rôle dans le film The Story of a Small Town. Elle a été nommée pour cette récompense en 1978 pour son rôle dans le film  Wang yang zhong de yi tiao chuan. 
Elle a rencontré l'acteur Jackie Chan en 1981. Enceinte de lui, Joan a interrompu sa carrière lors de sa grossesse, allant habiter aux États-Unis. Ils se sont mariés le 2 décembre 1982, et leur fils Jaycee Chan est né le lendemain 3 décembre 1982,. En 2001 elle et leur fils vivaient à Los Angeles, États-Unis. En 2007 elle vend la maison de Los Angeles pour s'installer à Hong-Kong, base de la carrière de son mari et de son fils.

## Filmographie
1973
- Chao Zhou nu han
- The Lone Hero[3]
- Chinese Dragon[3]
- The Hero of Chiu Chow[3]
- The Two Tigers[3]
- Da meng long
- Da sha san fang (rôle : Li Ying)

1974
- Coffee, Wine, Lemonade[3]
- Chinese Kung Fu (rôle : Miss Lao)[3]
- The Kung Fu Revenger
- First Come, First Love (rôle : Lin Chun-Lan)[3]
- Love in the Spring[3]
- The Guy!! The Guy!![3]
- The Furious Monk from Shaolin[3]
- Shaolin Vengeance
- xxx[3]
- Jin shui lou tai
- Feng yun qun ying
- Jin yong lü tai
- Shaolin Long Arm

1975
- Picking the Star[3]
- Black Eagle No. 1[3]
- Return of the Valuables[3]
- Land of the Undaunted (rôle : To Seung-Leng)[3]
- The Phantom Madam Peach Blossom[3]
- Girl School (rôle : Jiang Hua)[3]
- Nü xue sheng
- Bu bu jing hun
- Wu tu wu min
- Fei che long hu dou
- Tao hua san niang zi

1976
- The Morning Date (rôle : Li Yi-wen)
- The Valley of Butterfly[3]
- Sang Sisters[3]
- Sang yuan
- Love, Diploma & Jeans[3]
- Painted Waves of Love[3]
- Posterity and Perplexity[3]
- Trio Love[3]
- Tainted Love[3]
- Ai qing wen ping niu zi ku
- Lang hua
- Xia ri jia qi mei gui hua (rôle : Ho Yi-mei) (sous le nom de Fong Chiao Lin)
- Bi yun tian
- Cui hu han (rôle : Li Meng-Lan)
- Hu die gu
- Ka fei mei jiu ning meng zhi
- Qing hua mian mian
- Yi feng mo sheng nü zi de lai xin

1977
- Misty Rain Knocking My Window[3]
- The Love Offensive[3]
- Love Across the Bridge[3]
- Eternal Love[3]
- Pen She Shi Di Ai Qing[3]
- Melody from Heaven[3]
- Man Shan Hua Kai Yi Pian Qing[3]
- Hi, Honey[3]
- Flowers Fluttering Everywhere[3]
- Shining Spring[3]
- The Super Love[3]
- It's Azalea's Time[3]
- Cai yun zai fei yue
- Ai qing yu kai hua
- Love Rings a Bell
- Yan yang san yue tian
- Ai qing zou lang
- Melody from Heaven (sous le nom de Joan Lin)
- Chao ji lian ai
- Love Popcorn
- Du juan hua kai shi
- Fei yue ai qing qiao
- Let's Fall in Love
- Wo men shi nian qing de
- Wo xin mi wang
- You shi qi feng shi
- Yun ai yun ai

1978
- The War of Sexes[3]
- Lover on the Wave[3]
- Three Minutes Past Nine (rôle : Shen Yan)[3]
- Walking in the Sunset[3]
- It's Sunset Again[3]
- xxx[3]
- The Spring Lake[3]
- Cai zai xi yang li
- Nan hai yu nü hai de zhan zheng (rôle : Ming-Ming)
- Ai qing huo la la
- Bao zha de ai qing
- Ci qing ke wen tian
- Han yan bo shang
- Hi, qin ai de!
- Man shan hua kai yi pian qing
- Sui xin lan
- Wo ta lang er lai
- Xi yang lang hua ai
- Yan bo jiang shang
- You shi huang hun (sous le nom de Lin Fong-Chiao)

1979
- A Girl Without Sorrow[3]
- He Never Gives Up[3]
- Wang ai cao (rôle : Shen Yun-Bai)
- Off to Success
- Chong ci
- Luo hua liu shui chun qu ye
- Wang yang zhong de yi tiao chuan (rôle : la petite amie de Cheng)
- Good Morning, Taipei (rôle : Kao Wen-ying)
- Good-Bye Taipeh[3]
- The Misty Rain of Yesterday's[3]
- Fallen Flowers, Flowing Water, the Spring Is Gone[3]
- A Touch of Fair Lady
- Zuo ri yu xiao xiao
- Zuo yu xiao xiao

1980
- Lotus Triangle[3]
- Another Spring (rôle : Fang Yi Ting)[3]
- China My Native Land[3]
- Special Treatment[3]
- Flower Just Smile in the Spring Breeze[3]
- Te bie zhi zhai
- Ai qing duo bi qiu
- Yuan xiang ren
- A Girl Who Comes from the Country
- The Story of a Small Town (rôle : A Sau[3])
- Qing wang
- He ye lian hua ou
- Hua ban wu chun feng (rôle : Xia Yu-Lian)
- Spring in Autumn

1981
- Huan xi yuan jia
- The Battle for the Republic of China (rôle : Madame Yu)
- Land of the Brave (rôle : Fan Chin-Wen)
- The Merry Couple[3]
- Twin Troubles[3]
- You jian chun tian (rôle : Fang Yi-Ting)

1982
- Ti Fang Xiao Niu[3]
- Devil Returns[3]
- Jing hun feng yu ye
- Jiu dian ling san fen

2012
- Chinese Zodiac[3]